# (5786) Talos
Pour les articles homonymes, voir Talos.
(5786) Talos est un astéroïde Apollon découvert le 3 septembre 1991 par R. H. McNaught à l'observatoire de Siding Spring. Son orbite très excentrique croise les orbites de Mars, de la Terre, de Vénus et de Mercure.